# Moussa Narry
Moussa Narry (Dansoman, Níger, 19 de abril de 1986) é um futebolista profissional ganês que atua como meia.

## Carreira
Narry foi uma escolha surpresa como internacional ganês porque sempre foi assumido que ele era oriundo do vizinho Níger. No entanto, investigações sobre a sua herança revelaram que ele nasceu de uma família ganesa.
Moussa Narry fez parte do elenco da Seleção Ganesa de Futebol na Campeonato Africano das Nações de 2010.

## Títulos
Gana
- Campeonato Africano das Nações: 2010 2º Lugar.